# جاده شاهی (رمان)
جاده شاهی نام رمانی نوشته آندره مالرو نویسنده فرانسوی است که در سال ۱۹۳۰ از سوی انتشارات گراسه به چاپ رسید.
این رمان با نام «راه شاهی» و ترجمه سیروس ذکاء توسط انتشارات ناهید در ایران به چاپ رسیده است.

## چکیده داستان
کلود وانک باستانشناس جوان انگلیسی وپرکن دانمارکی که پیرمرد خردمندی است برای رسیدن به آرزوی خود که یافتن ماجراجویی به نام گرابو است، به ربودن نقش برجسته‌هایی باستان دست می‌زنند که می‌تواند ردپایی از گمشده به دست دهد.
پایان زجرآور ورکن پیر پس از آنکه با کوشش بسیار راه فراری از دامهای بسیاری که بر سر راهشان سبز می‌شود، می‌یابد، نشان از واقعگرایانه بودن سبک مالرو دارد.
از پشت جلد این کتاب:
"داستان «راه شاهی» حاصل سفری است که مالرو در سال ۱۹۲۳، همراه همسر خود و یکی از دوستانش به منظور تحقیقات باستانشناسی و به دست آوردن حجاری‌هایی از معابد قدیم کامبوج به خاور دور انجام داد. بخش اول داستان تقریباً گزارش روزبه روز این سفر و ملاقات‌های او با مقامات فرانسوی مستعمره و تهیه مقدمات سفر به جنگل‌های کامبوج و کشف معابد قدیمی در اطراف راه شاهی و به دست آوردن حجاری‌هاست. اما محکومیت مالرو از سوی مقامات فرانسوی به سرقت سنگ‌نگاره‌ها موجب طول اقامت وی در هند وچین شد. مالرو پس از مدتی به پاریس بازگشت و مجدداً به خاور دور سفرکرد. در این سفر دوم مالرو وارد مبارزهٔ علنی با مقامات فرانسوی شد و در شورش‌های چین برای کسب آزادی شرکت کرد که حاصلش کتاب «سرنوشت بشر» برندهٔ جایزهٔ گنگور بود.
در داستان راه شاهی، مالرو سرنوشت انسان را در رویارویی با مرگ و تقابلش برای رهایی از آن و جستن راهی برای غلبه برآن به نمایش درآورده است."

## سبک داستانی
رودرویی آدمی با سرنوشت و سرانجامش از داستان مالرو داستانی اگزیستانسیالیستی می‌سازد.